# Frota Branca
Als Frota Branca oder White Fleet (portugiesisch bzw. englisch für: Weiße Flotte) wurde die portugiesische Fischereiflotte bezeichnet, die mehrere Jahrhunderte lang bis Anfang der 1970er Jahre auf der Neufundlandbank nach Kabeljau fischte.

## Geschichte

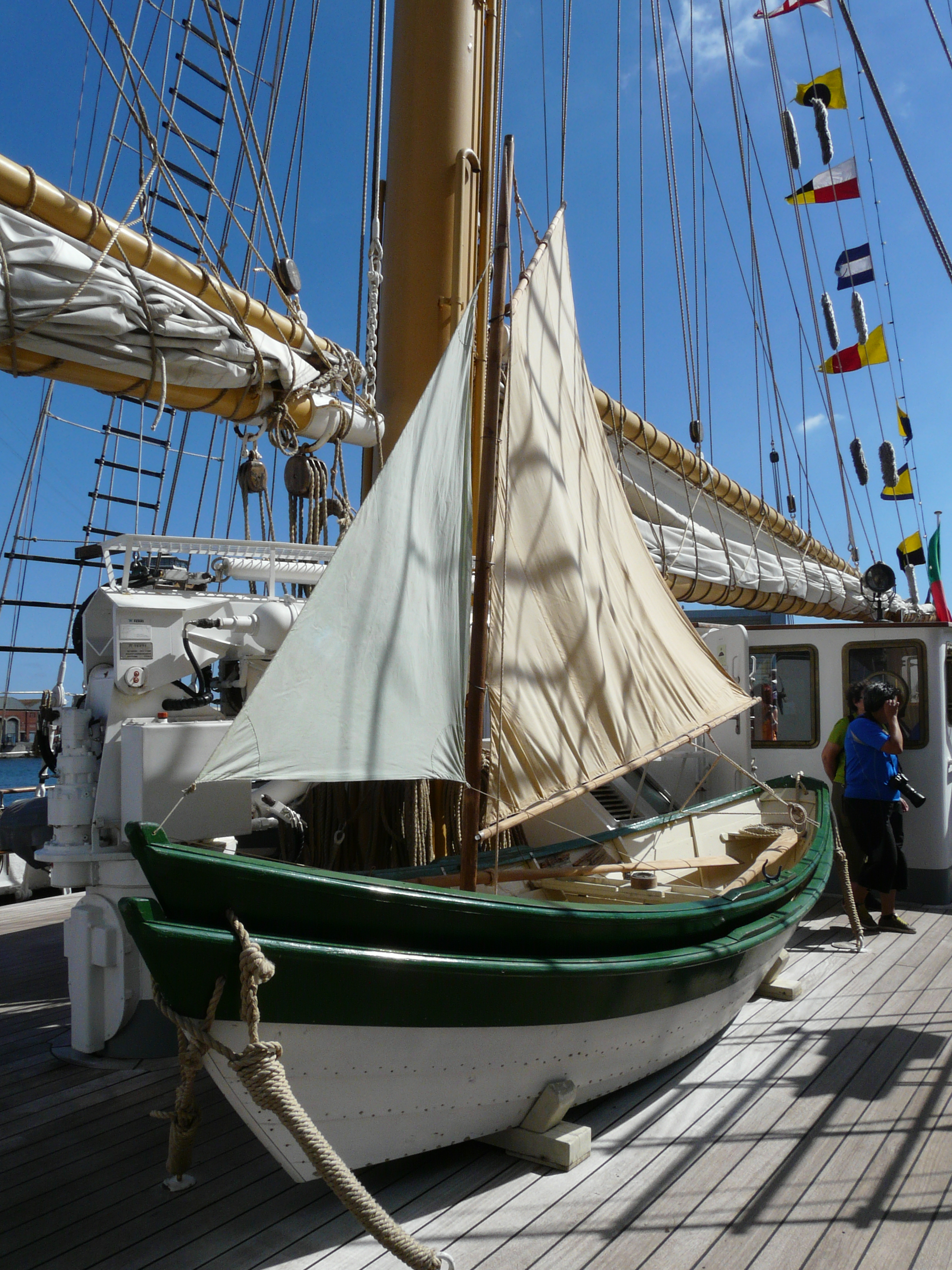
Zwei ineinander gestapelte Dories an Bord der Santa Maria Manuela

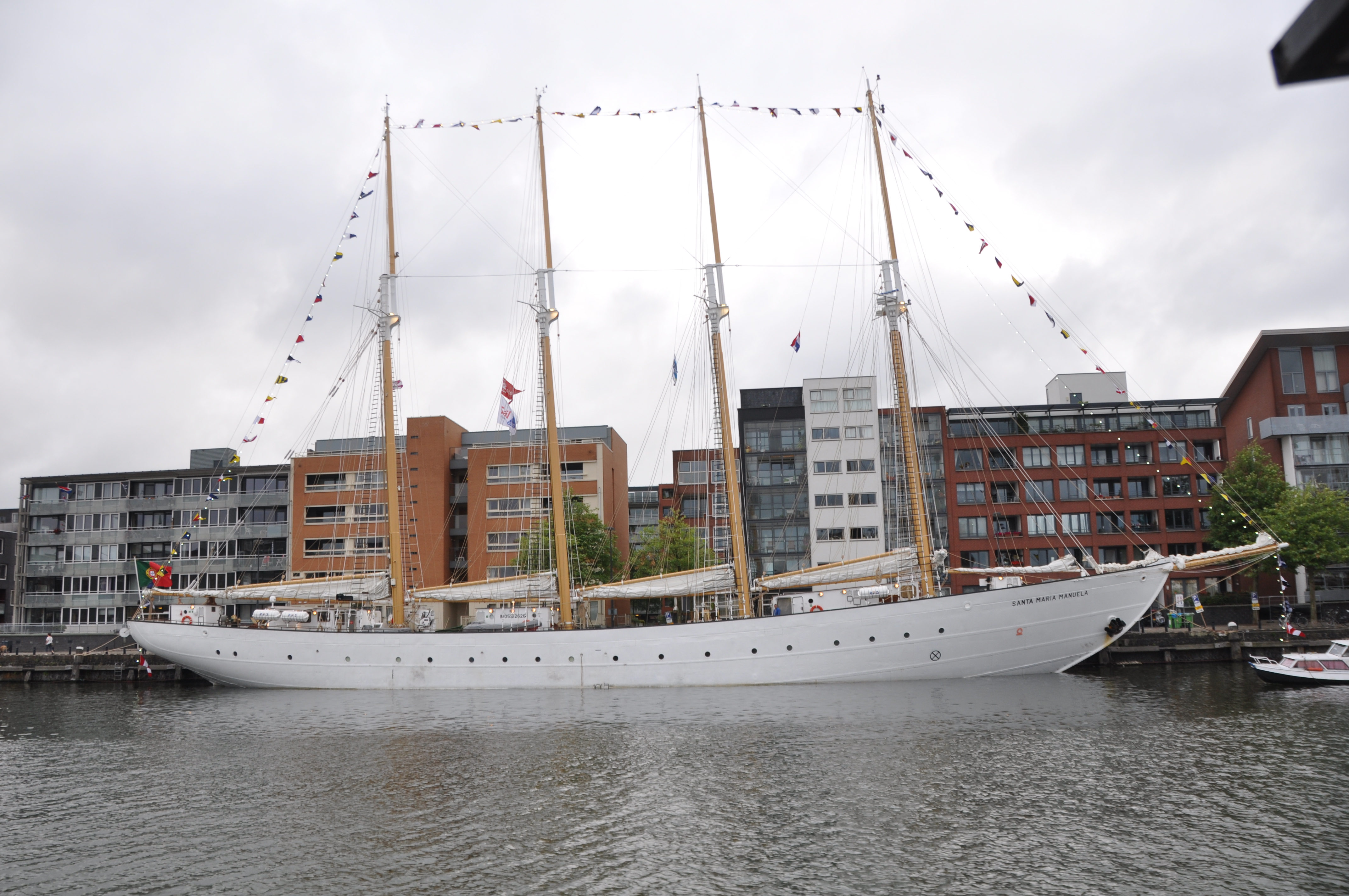
Der restaurierte Fischereischoner Santa Maria Manuela

Der portugiesische Fischfang vor Neufundland begann nach der Inbesitznahme Neufundlands durch Gaspar Corte-Real im Jahr 1500. Die ausgesandte Fischereiflotte fuhr jedes Jahr für eine rund sechsmonatige Fangsaison (portugiesisch: campanha) aus und trug über mehrere hundert Jahre einen bedeutenden Teil zur Ernährung und Wirtschaftsleistung Portugals bei. Anfang des 20. Jahrhunderts bildete sich für diese Art des Fischfangs ein typischer Segelschiffstyp heraus, drei- oder viermastige Schoner mit ausgeprägt rundem Vorsteven, deren meist weiße Rümpfe und weiße Besegelung zur Bezeichnung „Weiße Flotte“ führte. Die Schoner waren mit zahlreichen Dories ausgerüstet, die sich auf den Fangplätzen mit ein oder zwei Männern besetzt um den Schoner verteilten. Sodann wurde von Bord der Dories aus mit Langleinen oder Angeln gefischt, bis das Dory gefüllt war. Der Fang wurde zum Mutterschiff zurückgebracht und dort geschlachtet und eingesalzen. Der Basishafen, der während der Fangsaison in regelmäßigen Abständen zur Abgabe des Fangs und zur Auffrischung der Vorräte angelaufen wurde, war St. John’s.
In der Zeit nach dem Zweiten Weltkrieg umfasste die White Fleet rund 50 Einheiten. Doch nachdem 1955 noch ein großes Festival in St. John’s zu Ehren der portugiesischen Bankfischer gefeiert worden war, verschlechterten sich die Beziehungen zwischen Kanada und Portugal vor dem Hintergrund der jahrelangen Überfischung durch die immer stärker industriell betriebene Fischerei zusehends. Am 23. Juli 1974 verließ der Schoner Novos Mares als letztes Schiff der Frota Branca den Hafen von St. John’s und beendete damit die mehrhundertjährige Geschichte der portugiesischen Bankfischerei.
Vier ehemalige Logger der Weißen Flotte – die Dreimast–Schonerbrigg Gazela (davor Gazela Primeiro, Bj. 1901) sowie die Viermast–Gaffelschoner Creoula (Bj. 1937), ihr Schwesterschiff Santa Maria Manuela (Bj. 1937) und die diesen sehr ähnliche Argus (Bj. 1938) – haben bis heute überlebt und erinnern, überwiegend restauriert, an die ehemalige Epoche.

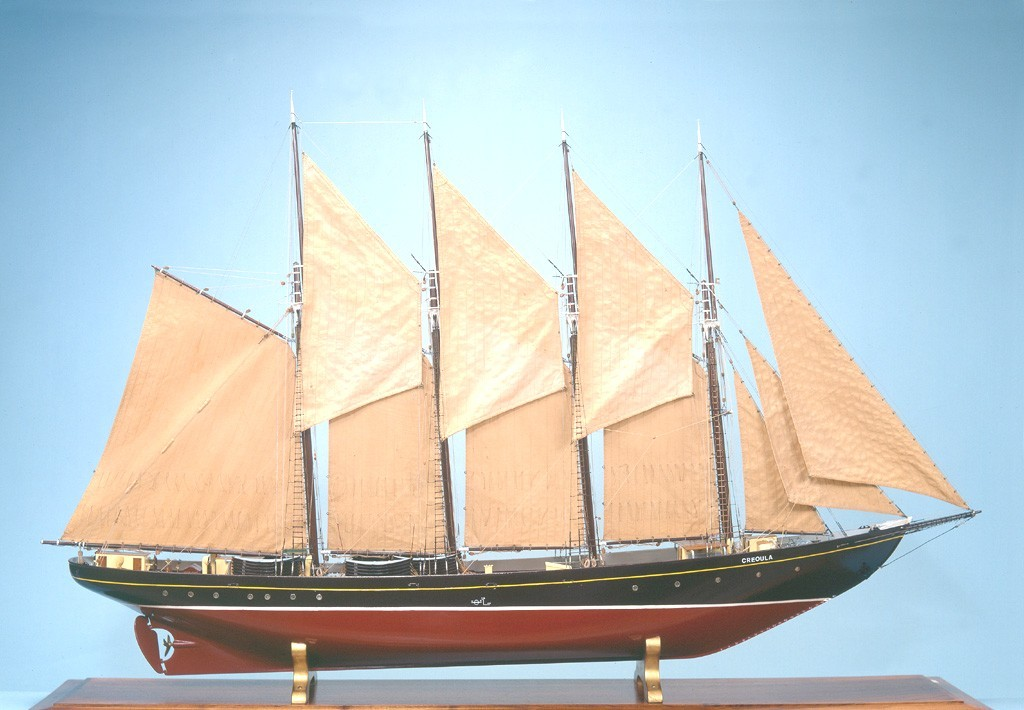
Modell der Creoula
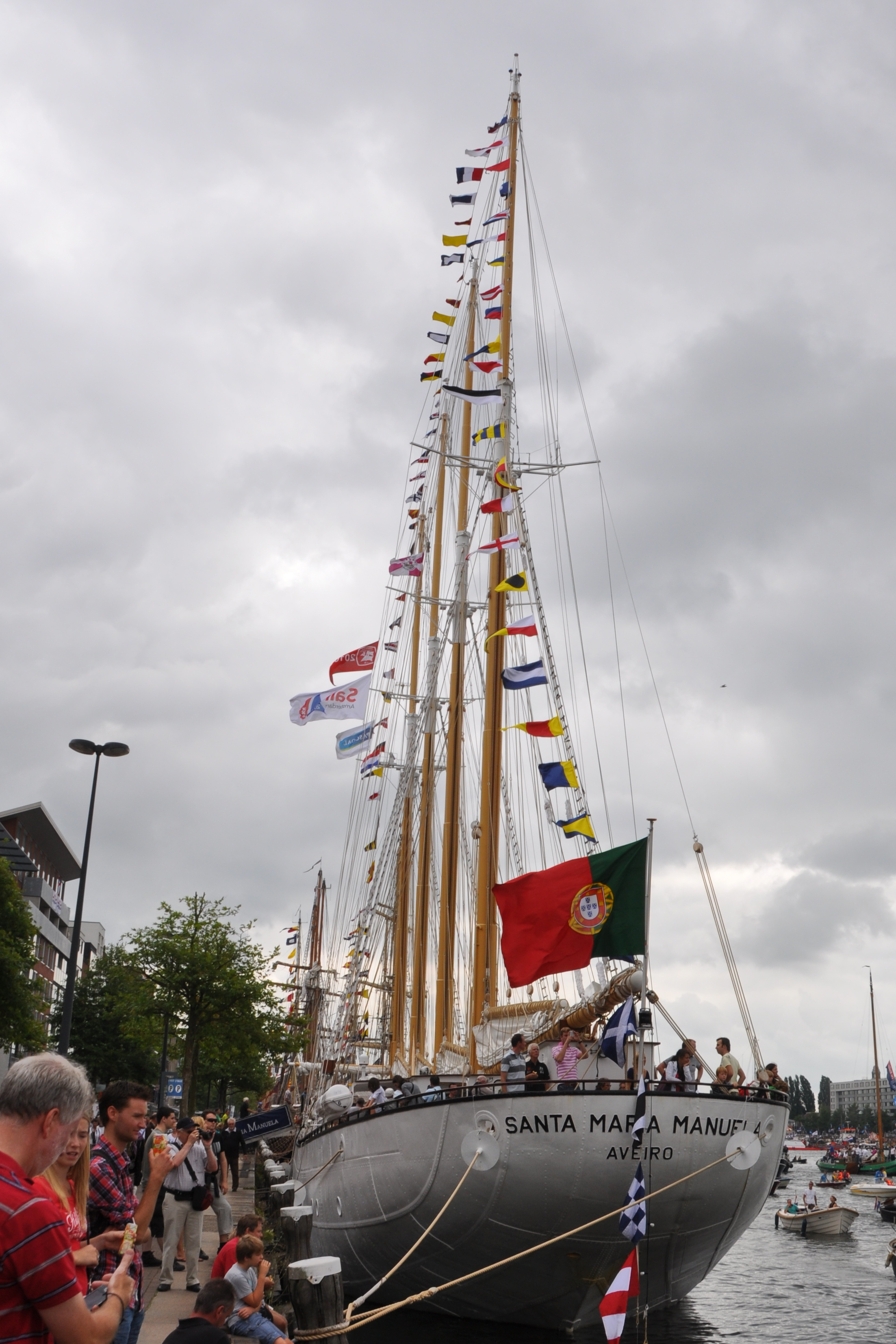
Die Santa Maria Manuela in 2010
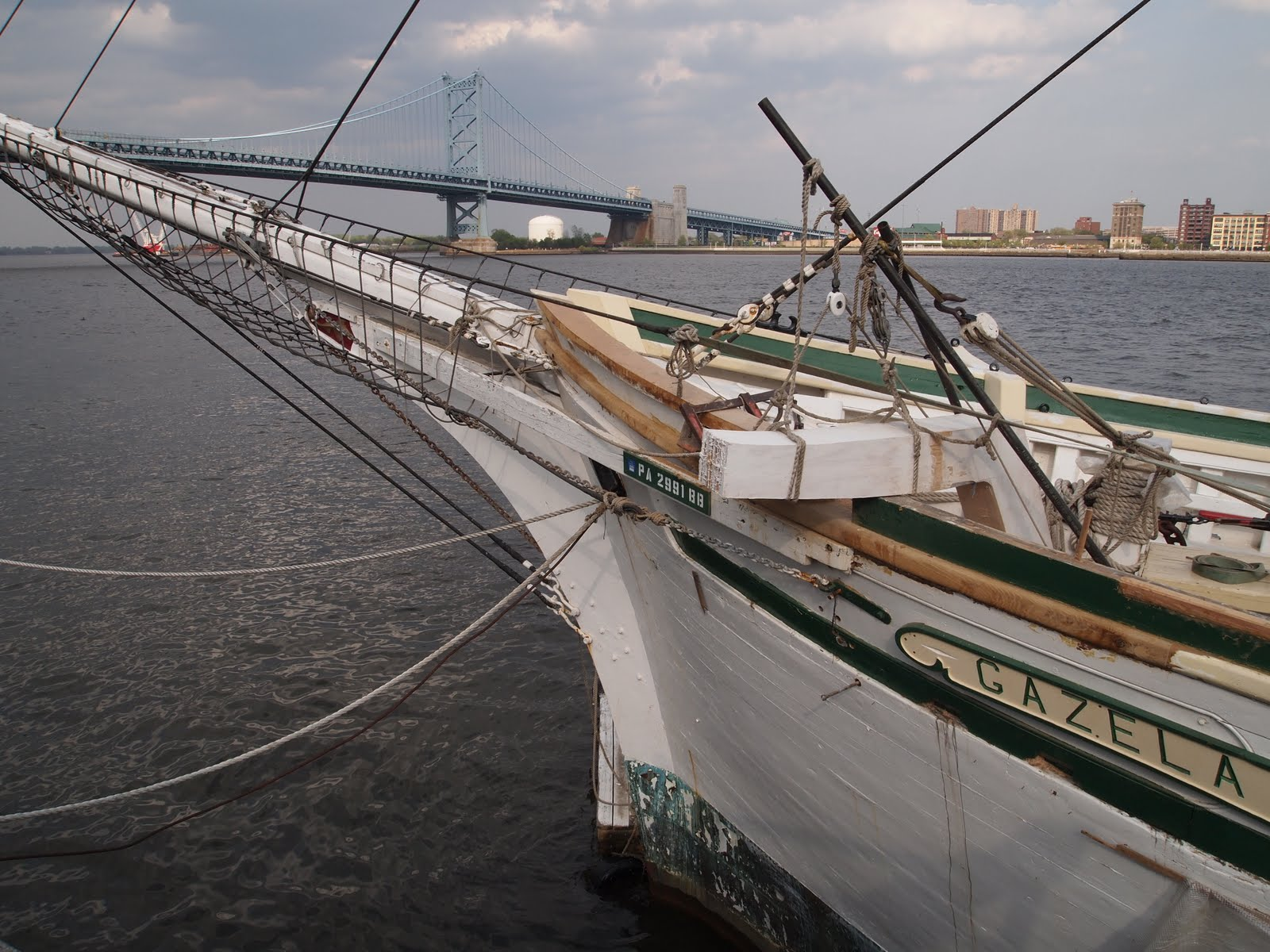
Bug der Gazela
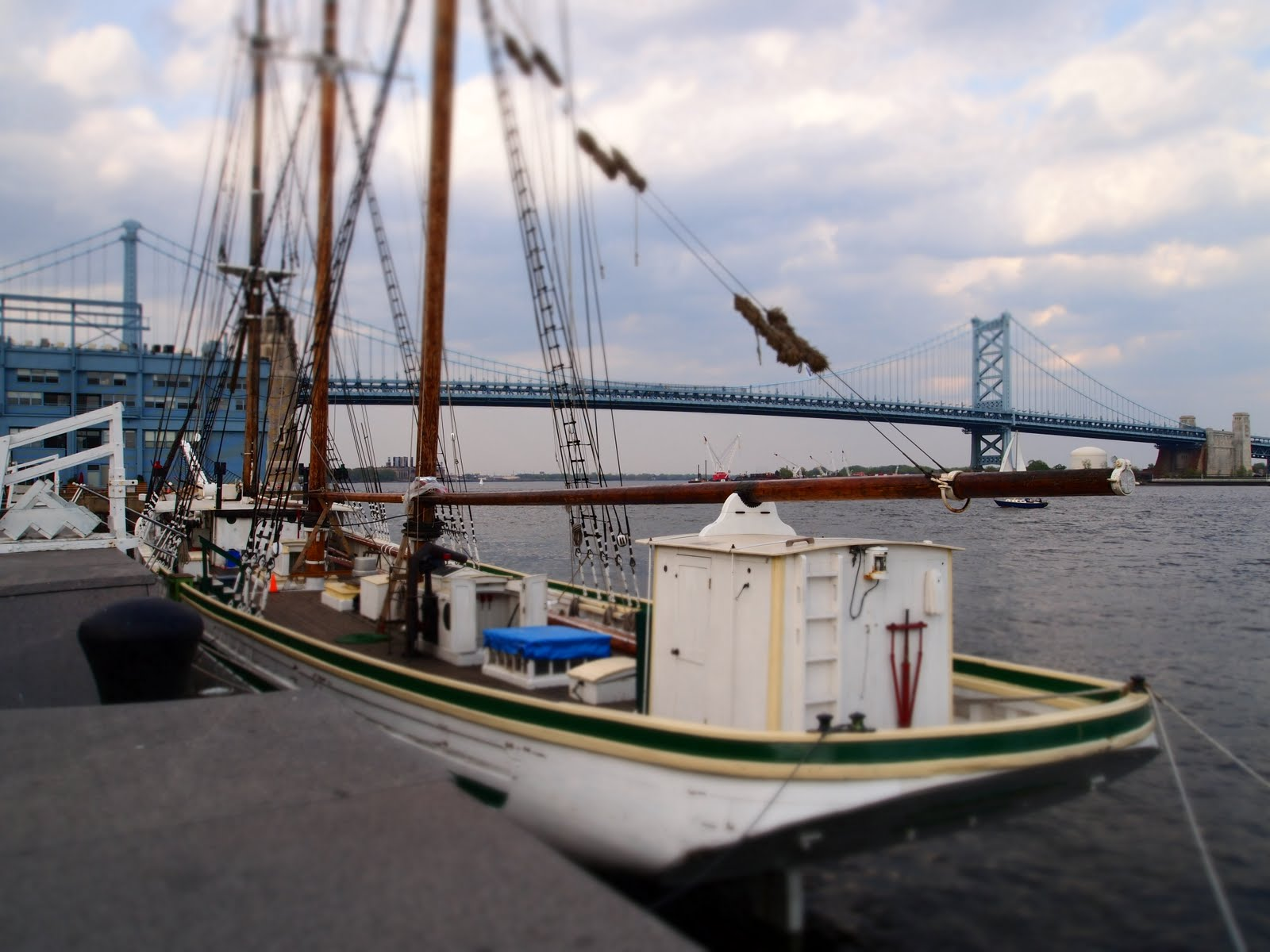
Die Gazela in 2012

## Nachwirkungen
Der australische Schriftsteller Alan Villiers berichtete in seinem 1951 erschienenen Buch The Quest of the Schooner Argus (deutsch: Tausend Bunte Segel) über seine Erlebnisse auf dem Schoner Argus.